# ভ়
Cette page contient des caractères spéciaux ou non latins. S’ils s’affichent mal (▯, ?, etc.), consultez la page d’aide Unicode.
ভ়্, appelé va et transcrit v, est une consonne de l’alphasyllabaire bengali utilisée dans certains ouvrages linguistiques bengalis. Elle est formée d’un bha ‹ ভ › avec un point souscrit.

## Utilisation
Dans certains ouvrages linguistiques bengalis, va représente une consonne fricative labio-dentale voisée [v] et est utilisée dans la transcription de mots étrangers avec cette consonne comme par exemple dans le dictionnaire bengali de Gyanendramohan Das.
La lettre ৱ est utilisée pour cette consonne dans l’écriture de l’assamais et du manipuri.

## Représentations informatiques
Ses caractères Unicode sont, :
| formes | représentations | chaînes de caractères | points de code       | descriptions                                                       |
| ------ | --------------- | --------------------- | -------------------- | ------------------------------------------------------------------ |
| pleine | ভ়               | ভ়                     | U+09AD U+09BC        | lettre bengali bha, symbole bengali noukta                         |
| morte  | ভ়्               | ভ়◌्                    | U+09AD U+09BC U+094D | lettre bengali bha, symbole bengali noukta, symbole bengali virama |